# Masahito Suzuki (Eishockeyspieler)
Masahito Suzuki (jap. 鈴木 雅仁, Suzuki Masahito; * 7. Dezember 1983 in Tomakomai, Hokkaidō) ist ein japanischer Eishockeyspieler, der seit 2009 bei den Tohoku Free Blades in der Asia League Ice Hockey unter Vertrag steht.

## Karriere
Masahito Suzuki begann seine Karriere als Eishockeyspieler bei den Ōji Eagles, für die er von 2006 bis 2009 in der Asia League Ice Hockey aktiv war. In der Saison 2007/08 gewann der Angreifer mit seiner Mannschaft im Playoff-Finale gegen die Nippon Paper Cranes die Meisterschaft der Asia League. Zur Saison 2009/10 wechselte der Japaner zum Liga-Neuling Tohoku Free Blades, für die er in 33 Spielen neun Tore erzielte und 15 Vorlagen gab. In der Saison 2010/11, welche aufgrund des Tōhoku-Erdbebens vorzeitig beendet wurde, gewann er erstmals mit den Free Blades und insgesamt zum zweiten Mal in seiner Laufbahn den Meistertitel der Asia League Ice Hockey.

### International
Für Japan nahm Suzuki an den Winter-Asienspielen 2011 teil, bei denen er mit seiner Mannschaft die Silbermedaille gewann. Zudem stand er im Aufgebot seines Landes bei der Weltmeisterschaft der Division IA 2012.

## Erfolge und Auszeichnungen
- 2008 Asia-League-Ice-Hockey-Meister mit den Ōji Eagles
- 2011 Asia League Ice Hockey-Meister mit den Tohoku Free Blades

### International
- 2011 Silbermedaille bei den Winter-Asienspielen

## Asia-League-Statistik
(Stand: Ende der Saison 2011/12)